# Triumph Acclaim
El Triumph Acclaim fou una berlina mitjana de tracció davantera construïda per British Leyland (BL) des del 1981 fins al 1984. Fou un vehicle basat en l'Honda Ballade i utilitzava un motor dissenyat per la mateixa marca, però que es va haver d'adaptar a les necessitats dels consumidors europeus, principalment britànics. Va ser el darrer model produït per la marca Triumph.

## Disseny
El procés de disseny comença el 1978, quan British Leyland començà negociacions amb Honda per a desenvolupar una nova berlina. La intenció era la de tenir un model que omplís el buit existent d'aquesta marca en aquesta categoria, fins que el model Maestro/Montego fos disponible al mercat el 1983. El 26 de desembre de 1979, Michael Edwardes signà la col·laboració oficial entre les dues companyies. El nou cotxe entrà en producció 18 mesos més tard, sota el nom de Triumph Acclaim i basat en l'Honda Ballade. Reemplaçà el Triumph Dolomite dels anys setanta. L'Acclaim fou comercialitzat per BL el 7 d'octubre de 1981. La fi de la producció del Dolomite i del TR7 significà que l'Acclaim fou l'únic cotxe ofert per Triumph a partir de 1981.
L'Acclaim és important des del punt de vista de relacions comercials internacionals, atès que va ser el primer cotxe essencialment japonès que fou construït dins la Comunitat Econòmica Europea (actualment Unió Europea), amb la intenció de fer créixer la venda de cotxes japonesos a Europa. Aleshores, estava limitada a un 11% de les vendes totals. Aquest model representà un impuls positiu dins de British Leyland car el cotxe destacava per la seva fiabilitat i qualitat de construcció. L'acclaim és el model de BL amb menys reclamacions dins del període de garantia. A diferència d'altres Triumphs, l'Acclaim fou muntat a la planta d'acer Pressed Steel Fisher Plant a Cowley Oxford.

## Canvis més notables

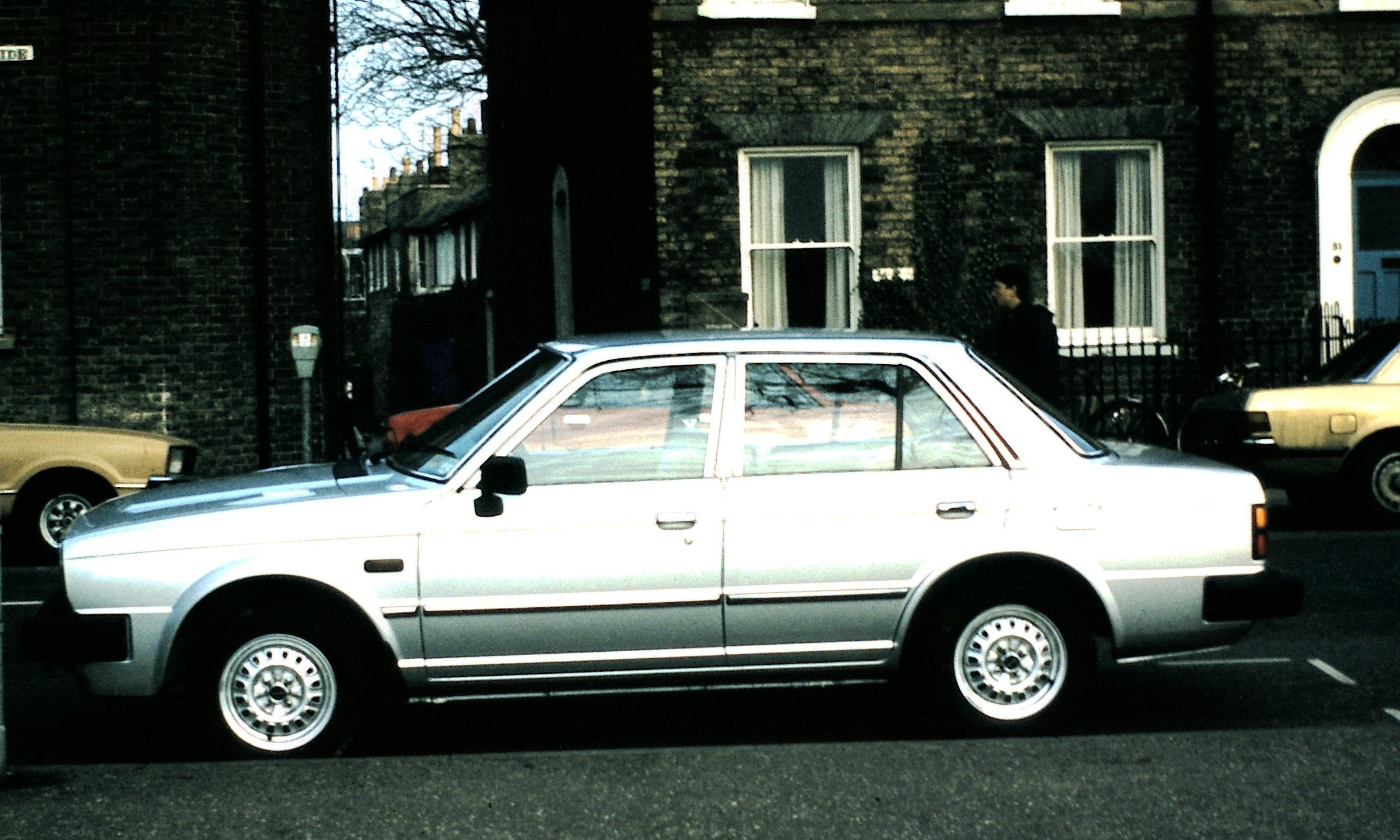
Triumph Acclaim vist en perfil

Un dels canvis més notables fou la presència de la insígnia Triumph centrada sobre la graella del radiador frontal. En aquella època, el model equivalent japonès tenia la insígnia "Honda" a la part dreta de la graella. Altres canvis incloïen un doble carburador Keihin (el Ballade en tenia només un), els retrovisors eren sobre les portes, portava suspensió McPherson independents al davant i al darrere i la tapisseria seguia els patrons del Ford Cortina. L'Acclaim fou proveït amb uns acabats de qualitat superior que en el seu homòleg japonès, fins i tot en els models més bàsics. Els frens eren de disc al davant i de tambor al darrere.
Tots els models d'Acclaim estaven propulsats per motors transversals construïts en aliatge de 1335 cc, els mateixos que es trobaven en l'Honda Civic. La tracció es transmetia a les rodes davanteres mitjançant una caixa de canvis de bé 5 velocitat manuals o tres en versió automàtica. Aquesta caixa automàtica, anomenada Trio-Matic era del tipus de selecció manual. De fet era la mateixa que la Hondamatic. Els interiors eren molt semblants.
Diversos nivells d'acabats foren oferts: L, HL, HLS i CD. Aquesta darrera tenia alçavidres elèctrics tant al davant com al darrere, cromats, netejafars i pneumàtics 165/70 (la versió L muntava 145/80 i les HL i HLS en muntaven 155/80). A més a més, tenien cobrellandes de plàstic, tapisseria de vellut amb butxaques laterals a les portes tant al davant com al darrere, recolzacaps als seients del davant i aire condicionat a l'opcional. El cotxe no va patir gaires modificacions al llarg dels anys de producció. Una versió Mark 2 va sortir el 1983 (del número de producció 180415 en endavant). Els principals canvis foren les manetes les portes, un rellotge digital que substituïa l'anterior d'agulles, un canvi de volant i pom del canvi de marxes, canvi de les manetes interiors de les portes del darrere (varen ser intercanviades) i el control de recirculació de la ventilació, que va ser canviat de lloc. Les versions Mark 2 de les línies HL i HLS foren millor equipades que les anteriors.

## Versions
D'altra banda, hi va haver una versió limitada anomenada Avon Acclaim que tenia seients de pell que coincidien amb el color de la carrosseria, panells de portes de pell, un quadre de comandaments de fusta i pell, pintura metàl·lica de dos tons, llandes de color amb detalls cromats, una graella frontal cromada, voltants dels fars en color, sostre de vinil i insonorització millorada.
També hi va haver una versió encara més exclusiva, l'Avon Turbo, amb llandes d'aleació amb pneumàtics 205/60, tapisseria de pell girada, entrada d'aire frontal i etiquetes al lateral. La potència es va veure incrementada dels 70 CV ordinaris als 105 CV, gràcies a la instal·lació d'un turbocompressor Turbo Technics. Es creu que avui dia, només existeixen quatre Avon Turbos, incloent el cotxe de presentació per a la premsa (VWK689X), que va ser també el primer Avon Turbo.
Entre el 1982 i el 1983, l'Acclaim figurà entre els 10 cotxes més venuts a Gran Bretanya, essent el primer Triumph a aconseguir-ho des de 1965, on es va començar a comptabilitzar aquesta dada.
La producció finalitzà l'estiu del 1984 quan el Rover 200 fou llançat al mercat, basat en una evolució de l'Honda Ballade. Un total de 133.625 Acclaims foren produïts, la gran majoria al Regne Unit. L'últim Acclaim produït (un CD platejat amb el canvi Trio-matic) es troba ara al Heritage Motor Centre. L'Acclaim fou l'últim model de cotxe a ésser produït sota la marca Triumph, tot i que aquesta marca continua fabricant motocicletes. Austin Rover reestructurà retenint només les marques Austin, Rover i MG.
El diumenge 9 d'octubre de 2011, per tal de celebrar el trentè aniversari del llançament de l'Acclaim, 23 Acclaims foren reunits a la fàbrica de Cowley, on foren construïts i també al Heritage Motor Centre. En aquesta trobada s'hi veieren l'Acclaim més antic que es coneix, el primer Avon Turbo, l'últim Acclaim de producció i l'únic Acclaim restaurat "nut-and-bolt".